# Oskuld och arsenik
Oskuld och arsenik (engelsk originaltitel Strong Poison) är en detektivroman från 1930 (på svenska första gången 1934) av Dorothy L. Sayers. Lord Peter Wimsey följer med stort intresse rättegången mot författarinnan Harriet Vane. Hon är anklagad för att ha mördat sin älskare med arsenik. Lord Peter har uppfattningen att Harriet är oskyldig. Han måste finna bevis för att någon annan har begått mordet, annars kommer Harriet att avrättas. Han engagerar sig i saken, spanar runt i konstnärskretsar, infiltrerar advokatbyråer och privathem med bistånd av sina medhjälpare för att finna bevis.
Oskuld och arsenik ingår också i ett känt svenskt citat: "Tintomara! Två ting äro hvita – Oskuld – Arsenik." ur Drottningens juvelsmycke av Carl Jonas Love Almqvist.